# Caesi iodide
Caesi iodide (công thức hóa học CsI) là một hợp chất của caesi và iod. Nó thường được sử dụng làm chất phosphor đầu vào của một ống tăng cường hình ảnh tia X được tìm thấy trong thiết bị fluoroscopy. Các photocathode ion caesi iodide có hiệu suất cao ở bước sóng siêu trên cực tím.

## Tổng hợp và cấu trúc

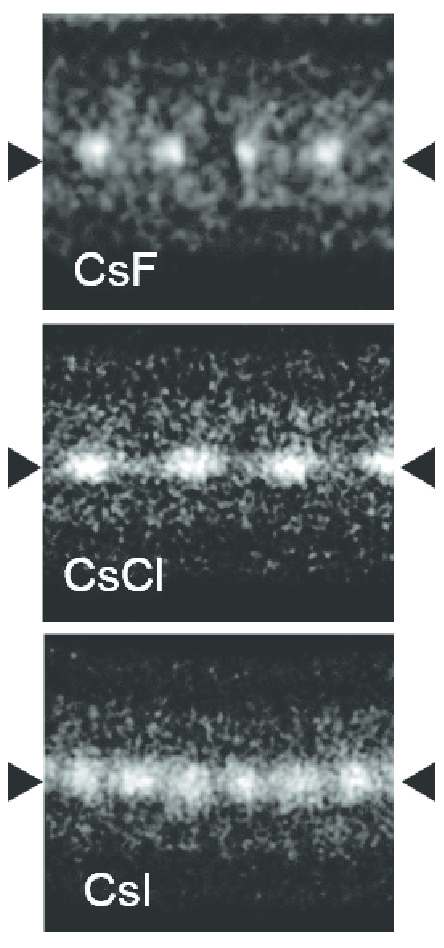
Dây điện caesi muối halogen đơn thể phát triển bên trong ống nano cacbon hai lớp tường

Các tinh thể caesi iodide có cấu trúc tinh thể giống CsCl, nhưng cấu trúc của các màng mỏng CsI kích cỡ nanomet phụ thuộc vào chất nền – nó là CsCl cho mica và NaCl cho các chất nền LiF, NaBr và NaCl.
Các chuỗi nguyên tử caesi iodide có thể được trồng bên trong các ống nanô cácbon hai lớp tường. Trong các chuỗi như vậy, các nguyên tử iod xuất hiện sáng hơn các nguyên tử caesi trong các bức xạ vi điện tử mặc dù có một khối lượng nhỏ hơn. Sự khác biệt này được giải thích bởi sự khác biệt giữa các nguyên tử Cs (tích cực), các bức tường nano bên trong (âm) và các nguyên tử I (âm). Kết quả là các nguyên tử Cs bị hút vào các bức tường và rung động mạnh hơn các nguyên tử I, mà được đẩy về phía trục ống nano.

## Sách tham khảo
- Haynes, William M., biên tập (2011). CRC Handbook of Chemistry and Physics (ấn bản thứ 92). Boca Raton, FL: CRC Press. ISBN 1439855110.

| HI         |                  |                  |                  |                        |                  |                       |                 |                 |                  |           |             |                 |            |            |            |     | He |
| LiI        | BeI2             | BI3              | CI4              | NI3                    | I2O4, I2O5, I4O9 | IF, IF3, IF5, IF7     | Ne              |                 |                  |           |             |                 |            |            |            |     |    |
| NaI        | MgI2             | AlI3             | SiI4             | PI3, P2I4              | S                | ICl, ICl3             | Ar              |                 |                  |           |             |                 |            |            |            |     |    |
| KI         | CaI2             | ScI3             | TiI2, TiI3, TiI4 | VI2, VI3, VOI2         | CrI2, CrI3, CrI4 | MnI2                  | FeI2, FeI3      | CoI2            | NiI2             | CuI, CuI2 | ZnI2        | GaI, GaI2, GaI3 | GeI2, GeI4 | AsI3       | Se         | IBr | Kr |
| RbI        | SrI2             | YI3              | ZrI2, ZrI4       | NbI2, NbI3, NbI4, NbI5 | MoI2, MoI3, MoI4 | TcI3, TcI4            | RuI2, RuI3      | RhI3            | PdI2             | AgI       | CdI2        | InI3            | SnI2, SnI4 | SbI3       | TeI4       | I   | Xe |
| CsI        | BaI2             |                  | HfI4             | TaI3, TaI4, TaI5       | WI2, WI3, WI4    | ReI, ReI2, ReI3, ReI4 | OsI, OsI2, OsI3 | IrI, IrI2, IrI3 | PtI2, PtI3, PtI4 | AuI,AuI3  | Hg2I2, HgI2 | TlI, TlI3       | PbI2, PbI4 | BiI2, BiI3 | PoI2. PoI4 | AtI | Rn |
| Fr         | Ra               |                  | Rf               | Db                     | Sg               | Bh                    | Hs              | Mt              | Ds               | Rg        | Cn          | Nh              | Fl         | Mc         | Lv         | Ts  | Og |
|            |                  | ↓                |                  |                        |                  |                       |                 |                 |                  |           |             |                 |            |            |            |     |    |
| LaI2, LaI3 | CeI2, CeI3       | PrI2, PrI3       | NdI2, NdI3       | PmI3                   | SmI2, SmI3       | EuI2, EuI3            | GdI2, GdI3      | TbI3            | DyI2, DyI3       | HoI3      | ErI3        | TmI2, TmI3      | YbI2, YbI3 | LuI3       |            |     |    |
| Ac         | ThI2, ThI3, ThI4 | PaI3, PaI4, PaI5 | UI3, UI4, UI5    | NpI3                   | PuI3             | AmI2, AmI3            | CmI2, CmI3      | BkI3            | CfI2, CfI3       | EsI3      | Fm          | Md              | No         | Lr         |            |     |    |